# Juana de Ibarbourou
'Juana de Ibarbourou, née Juana Fernández Morales, est une poétesse uruguayenne,.

## Biographie
Le 10 août 1929, la poétesse Juana de Ibarbourou a reçu des mains de l'écrivain Juan Zorrilla de San Martín le titre de "Juana de América" au Palais législatif de l'Uruguay à Montevideo.
Juana de Ibarbourou fut membre de l'Académie nationale des Lettres de l'Uruguay dès sa création en 1947.

## Œuvres

### Poésie
- Las lenguas de diamante (1919)
- Raíz salvaje (1922)
- La rosa de los vientos (1930)
- Perdida (1950)
- Azor (1953)
- Mensaje del escriba (1953)
- Romances del Destino (1955)
- Angor Dei (1967)
- Elegía (1968)
- Obra completa (Acervo del Estado) (cinq volumes; responsable de l'édition: Jorge Arbeleche. 1992)
- Obras escogidas (sélection, prologue et notes de Sylvia Puentes de Oyenard. Santiago de Chile, Editorial Andrés Bello, 1999)
- Rapsodia de Juana de Ibarbourou (selección et prologues de Jorge Arbeleche et Andrés Echevarría. Editorial Rumbo, publication de AGADU et du Parlement uruguayen, 2009)

### Prose
- Cántaro fresco (1920)
- Ejemplario (1928, pour des enfants)
- Loores de Nuestra Señora (1934)
- Estampas de la Biblia (1934)
- Chico Carlo (1944, récits autobiographiques)
- Los sueños de Natacha (1945, théâtre pour des enfants)
- Canto Rodado (1958)
- Juan Soldado (1971)

## Distinctions
- Juana de América, dans le Palais Législatif (10 août 1929)
- Ordre Universel du Mérite Humain, à Genève, pour La rosa de los vientos (1931)
- Medalla de Oro de Francisco Pizarro donnée par le Pérou (1935)
- Orden del Cóndor de los Ándes donnée par LA Bolivie (1937)
- Orden del Sol donnée par le Pérou (1938)
- Order Cruzeiro do Sur donnée par le Brésil (1945)
- Croix du Commandant du Grand Prix Humanitaire donnée par la Belgique (1946)
- Médaille d'or donnée par l'Académie Nationale des Lettres de l'Uruguay (1947)
- Médaille d'or donnée par le Mexique (1951)
- Orden Carlos Manuel de Céspedes donnée par Cuba (1951)
- Femme des Amériques (1953)
- Orden de Eloy Alfaro donnée par l'Équateur (1953)
- Hommage de l'Unesco (1954)
- Gran Premio Nacional de Literatura del Uruguay (1959)